# Comic Blade
Comic Blade (яп. 月刊コミックブレイド Гэккан комикку бурэйдо) — японский журнал манги, специализирующийся на сёнэн-манге (для юношей). Он выпускается ежемесячно издательством Mag Garden.

## Манга
- A Girls (Хироюки Тамакоси)
- Akumagari (Сэйютиро Тодоно)
- Amanchu! (Кодзуэ Амано)
- Ame no Murakumono (Русуи Кадзанива)
- Ar tonelico -arpeggio- (Аямэгуму)
- Ar tonelico II (Аямэгуму)
- Ares (Наруми Сэто)
- Aria (Кодзуэ Амано)[3]
- Bacchon Girls (Тосико Матида)
- BaggataWay (Ироха Кохината)
- Beyond the Beyond (Ёситомо Ватанабэ)
- Binchou-tan (Такахико Экуса)
- Crown (Тацуро Наканиси)
- Datenshi Kanan (Юи Хара)
- Desert Coral (Ватару Мураяма)
- Dream Gold ~Knights in the Dark City~ (Тацуро Наканиси)
- Elemental Gelade (Маюми Адзума)
- Eleven Soul (Сэйютиро Тодоно)
- Esprit (Тайси Цуцуи)
- Fatalizer (Ритц Кобаяси)
- Farial Garden (Минэнэ Сакурано)
- Gadget (Хироюки Это)
- Gyakusatsu Mahou Shoujo Belial Strawberry (AKIRA, рисунок — Сати Курафудзи)
- Ghost Hound: Another Side (рисунок — Каната Асахи)
- Gamerz Heaven (Маки Мураками)
- Good Witch of the West Astraea Testament (Норико Огивара, рисунок — Харухико Момокава)
- Hakobune Hakusho (Мояму Фудзино)
- Hirameki Hatsume-chan (Дайоки)
- -Hitogatana- (Онигунсо)
- Hoshi no Witch (Юи Хара)
- Igazukin (Канока Тана)
- Jagan Tantei Nekuro-san no Jikenbo (AKIRA, рисунок — Сакура Киносита)
- Jinki:Extend (Сиро Цунасима)[4]
- Junkyard Magnetic (Ватару Мураяма)
- Kyoraku Legion (Рин Асано)
- Lost Seven (Кадзуки Накасима, рисунок — Ко Ясун)
- Mahou Kabushikigaisha (Анри Сакано)
- Mamotte Shugogetten Retrouvailles (Минэнэ Сакурано)
- Mizunohe Monogatari (Мива Маюки)
- More Starlight To Your Heart (Хиро Мацуба)
- Mother Keeper (Кайли Сорано)
- MUZZLE-LOADER ~Wellber no Monogatari~ (BOYAKASHA, рисунок — Нарусэ Таками)
- Naki Shoujo no Tame no Pavane (Когэ-Домбо)
- Neko Rahmen (Кэндзи Сониси)
- Otogi-Juushi Akazukin (Хиро Юки)
- Otogizoushi (Наруми Сэто)
- Paka Run (Нанах Хроно, рисунок — Такамаса Накабаяси)[5]
- Paradox Blue (Тацуро Наканиси, Нини)
- Pontera (Санкаку Хэд)
- Princess Lucia (Кодзи Сэо)
- Rain (Такуми Ёсино, рисунок — Мэгуми Сумикава)
- Saint October (Сёго Кумасака, рисунок — Kiira~☆)
- Sengoku Youko (Сатоси Мидзуками)
- Senki Senki Momotama (Нанаэ Куроно)
- Shinrei Kari Another Side (Каната Асахи)
- Shirayuki PaniMix! (Идзуми Кирихара)
- Shikigami×Shoujo (Хироси Кубота)
- Shimoseka (Хиротака Акаги)
- Sketchbook (Тотан Кобако)[6]
- Sorejaa Yoshida-kun! (Нацуки Ёсимура)
- Sofuteni (Рё Адзути)
- Stigmata (Ко Ясун)
- Tabi to Michizure (Канока Тана)
- Tales of Symphonia (Итимура Хитоси)
- The First King Adventure (Мояму Фудзимо)
- The Mythical Detective Loki Ragnarok (Сакура Киносита)
- Sky Crawlers: Innocent Aces (Юхо Уэдзи)
- The Fruit of Grisaia: L'Oiseau bleu (Сю Сиросэ)
- Tokumu Kikoutai Kuchikura (Ёсики Сакураи, рисунок — Ёитиро Хината)
- Umi Monogatari ~Anata ga Ite Kureta Koto~ (Акира Кацураги)
- W Change!! (Хиро Мацуба)
- Your and My Secret (Ай Моринага)
- Zodiac Game (Синдзиро)